# Estação Gruta de Lourdes
A Estação Gruta de Lourdes é uma das estações do Metrô de Santiago, situada em Santiago, entre a Estação Blanqueado e a Estação Quinta Normal. Faz parte da Linha 5.
Foi inaugurada em 12 de janeiro de 2010. Localiza-se no cruzamento da Avenida San Pablo com a Avenida General Velasquez e a Rua Patria Nueva. Atende a comuna de Quinta Normal.